# ماري كاتلر فيرتشايلد
ماري كاتلر فيرتشايلد (بالإنجليزية: Mary Cutler Fairchild)‏ هي أمينة مكتبة أمريكية، ولدت في 1855 في دالتون في الولايات المتحدة، وتوفيت في 1921 في تاكوما بارك في الولايات المتحدة.

## وصلات خارجية
- ماري كاتلر فيرتشايلد على موقع الموسوعة البريطانية (الإنجليزية)